# Hakea salicifolia
Hakea salicifolia es una especie de arbusto perteneciente a la familia Proteaceae, originaria de Nueva Gales del Sur y Queensland en Australia. 

## Descripción
Es un arbusto de rápido crecimiento, que alcanza un tamaño de hasta 5 m de altura, con hojas que pueden crecer hasta los 12 cm de largo. Las hojas nuevas tienen una coloración rosa muy agradable. Durante la primavera, las hojas tienen color amarillo pálido con flores blancas que aparecen en pequeños racimos densos entre las hojas.

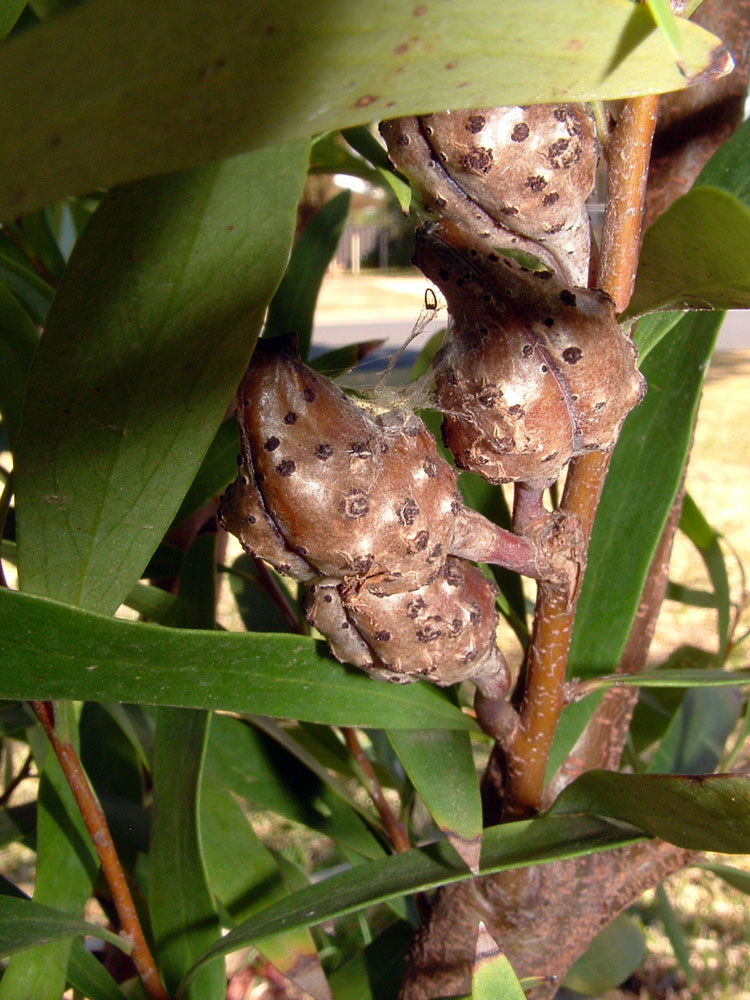
Hojas

## Taxonomía
Hakea salicifolia fue descrita por (Vent.) B.L.Burtt y publicado en Bulletin of Miscellaneous Information Kew 1941: 33. 1941.
Etimología
Las hakeas fueron denominadas por el Barón Christian Ludwig von Hake, en el siglo XVIII, el patrón alemán de la botánica.
Sinonimia
- Banksia saligna (Andrews) Parm.
- Conchium salicifolium (Vent.) C.F.Gaertn.
- Conchium salignum (Andrews) Donn ex Sm.
- Embothrium salicifolium Vent.	basónimo
- Embothrium salignum Andrews
- Hakea florulenta Meisn.
- Hakea mimosoides A.Cunn. ex Meisn.
- Hakea saligna (Andrews) Knight
- Hakea saligna var. angustifolia A.A.Ham[2]